# 中村和哉 (銀行家)
中村 和哉（なかむら かずや、1959年〈昭和34年〉7月6日 - ）は、日本の銀行家。

## 人物
石川県出身。早稲田大学卒業後、北國銀行入行。
2020年、北國銀行代表取締役に就任。
北國銀行のハンドボールチーム・北國銀行ハニービーのGMも務める。
2023年、日本ハンドボールリーグの代表理事に選任された。合わせて日本ハンドボール協会の副会長にも就任。それに伴い、北國銀行ハニービーのGMを退任した。

## 略歴
- 1983年（昭和58年） - 早稲田大学卒業後、北國銀行入行。
- 2011年（平成23年） - 北國銀行 執行役員。
- 2013年（平成25年） - 北國銀行 取締役。
- 2017年（平成29年） - 北國銀行 常務取締役。
- 2020年（令和2年） - 北國銀行 代表取締役常務。
- 2023年（令和5年） - 日本ハンドボールリーグ 代表理事に就任[2]。